# Johann Friedrich Eosander von Göthe
Pour les articles homonymes, voir Goethe (homonymie).
Johann Friedrich Nilsson Eosander Freiherr von Göthe (né en 1669, baptisé le 23 août 1669 à Stralsund, mort le 22 mai 1728 à Dresde) est un architecte baroque prusso-suédois.

## Biographie

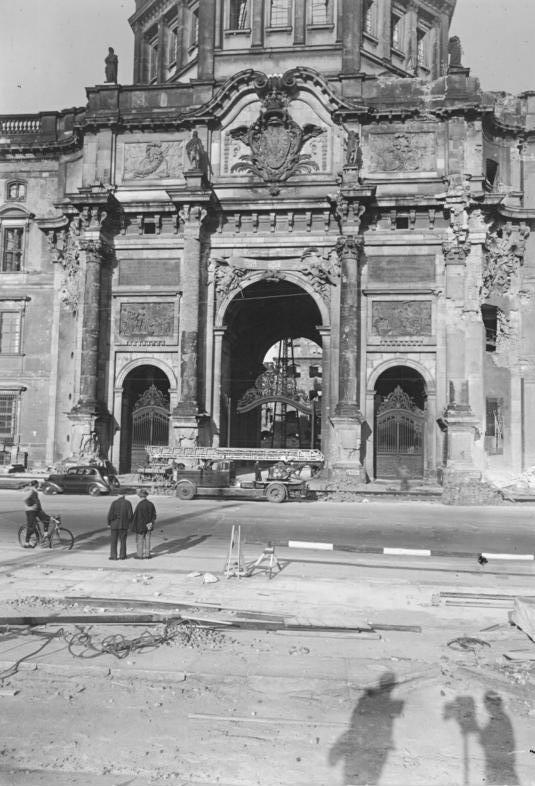
Portail d'Eosander au château de Berlin, en ruines juste avant sa destruction en 1950

Il est lie fils d'un général quartier-maître à Stralsund, Schleswig et Riga (alors villes suédoises). En 1693, il commence sa formation à Riga, à conduire des travaux en 1690 et participe à des chantiers en France en tant qu'ingénieur. Il réussit si bien sa commande pour le comte Bielke qui le commande à l'Électeur Frédéric III. Pour son couronnement comme roi de Prusse le 16 janvier 1701, il conçoit l'organisation de l'église du château de Königsberg.
À la même époque, il rivalise à Berlin avec l'architecte Andreas Schlüter. Dans ses plans, il transforme le château de Charlottenburg, le château de Monbijou, le château d'Oranienbourg (de) ainsi que le premier hôtel de ville de Charlottenburg.
En 1699, il est nommé architecte de la cour. Eosander s'émancipe de Schlüter. En 1707, il reprend le chantier du château de Berlin, sans pouvoir le transformer profondément. Il crée un portail pour accéder à la seconde cour. Sa conception (construite par Friedrich August Stüler et Albert Dietrich Schadow (de)), avec ses trois arches et quatre colonnes, s'inspire de l'arc de triomphe de Septime Sévère à Rome.
Entre 1707 et 1713, il agrandit fortement le château de Charlottenburg. Son style baroque tardif a certaines affinités avec les plans de Filippo Juvarra. Peu à peu il se penche vers le clasicissisme en faisant preuve d'une austérité nordique.
Après la mort de Frédéric Ier de Prusse, Eosander quitte la Prusse en 1713 et part à Stockholm travailler avec Charles XII de Suède. En 1715, il est fait prisonnier à Stralsund par les Prussiens.
Après sa libération, il va en Saxe se mettre au service d'Auguste II de Pologne. Au nord-ouest de Dresde, il érige entre 1724 et 1726 pour Jakob Heinrich von Flemming le château d'Übigau.